# 콘크리트 지니
《콘크리트 지니》(Concrete Genie, 일본어: アッシュと魔法の筆, 애시와 마법의 붓)는 SCE 월드와이드 스튜디오의 개발 부서인 픽셀오푸스가 플레이스테이션 4용으로 개발한 액션 어드벤처 게임이다. 이 게임은 2017년 10월 30일 파리 게임 위크 2017의 소니의 플레이스테이션 미디어 쇼케이스에서 발표되었으며 2019년 10월 8일 출시되었다.

## 줄거리
스토리의 배경은 대체적으로 버림받고 오염된 "덴스카"라는 이름의 작은 도시이다. 애시(Ash)라는 이름의 젊은 소년은 정기적으로 공책에 무언가를 끼적거린다. 괴롭히는 자들이 이 책을 빼앗아가서 여러 페이지를 찢어버리고 도시를 향해 흩날려버린다. 애시는 이 페이지를 되찾기 위해 탐구를 한다. 이 탐구와 더불어 그는 자신의 창작물을 현실로 옮겨주는 페인트 붓을 발견한다. 애시는 자신을 괴롭힌 자들을 이겨내고 삶을 자신의 고향으로 되돌려놓아야 한다.

## 게임플레이
플레이어는 "애시"를 조종하며 듀얼쇼크 4의 모션 컨트롤을 사용하여 덴사카시의 풍경을 만든다. 이 풍경은 살아있는 초상화로 전환된다. 플레이어가 어떻게 창조물을 그리는지, 무슨 새를 페인트하는지에 따라 인성에 영향을 준다. 이를테면 빨간 페인트는 위협적인 능력을 부여한다. 자유 스타일 드로잉 외에 게임 내에 코어 퍼즐이 있어서 플레이어는 자신의 미술품을 통해 퍼즐을 풀어가야 한다.

## 평가
콘크리트 지니는 출시 후 긍정적인 평가를 받았다. 리뷰 애그리게이터 메타크리틱에서는 83개 비평 기반 75/100점을 받으며 전반적으로 호의적인 평점을 받았다. 시각 스타일, 분위기, 테마 요소, 아트 기반 게임플레이 면에서 좋은 평가를 받은 반면 게임의 쉬운 난이도와 전투 면에서 비판을 받았다.

### 수상
| 상   | 연도                              | 분류                                                 | 결과 | 각주        |
| ---- | --------------------------------- | ---------------------------------------------------- | ---- | ----------- |
| 2019 | 게임스컴                          | Best Action/Adventure Game                           | 후보 | [ 7 ] [ 8 ] |
| 2019 | 게임스컴                          | Best Family Game                                     | 수상 | [ 7 ] [ 8 ] |
| 2019 | 게임스컴                          | Best Sony PlayStation 4 Game                         | 후보 | [ 7 ] [ 8 ] |
| 2019 | en:2019 Golden Joystick Awards    | PlayStation Game of the Year                         | 후보 | [ 9 ]       |
| 2019 | en:The Game Awards 2019           | Games for Impact                                     | 후보 | [ 10 ]      |
| 2020 | New York Game Awards              | Central Park Children's Zoo Award for Best Kids Game | 후보 | [ 11 ]      |
| 2020 | 23rd Annual D.I.C.E. Awards       | Outstanding Achievement in Art Direction             | 후보 | [ 12 ]      |
| 2020 | 23rd Annual D.I.C.E. Awards       | Outstanding Technical Achievement                    | 후보 | [ 12 ]      |
| 2020 | en:NAVGTR Awards                  | Control Design, VR                                   | 후보 | [ 13 ]      |
| 2020 | en:NAVGTR Awards                  | Direction in Virtual Reality                         | 후보 | [ 13 ]      |
| 2020 | en:NAVGTR Awards                  | Original Light Mix Score, New IP                     | 후보 | [ 13 ]      |
| 2020 | en:NAVGTR Awards                  | Sound Mixing in Virtual Reality                      | 후보 | [ 13 ]      |
| 2020 | 16th British Academy Games Awards | Artistic Achievement                                 | 미정 | [ 14 ]      |
| 2020 | 16th British Academy Games Awards | Family                                               | 미정 | [ 14 ]      |
| 2020 | 18th Annual G.A.N.G. Awards       | Best Cinematic Cutscene Audio                        | 미정 | [ 15 ]      |
| 2020 | 18th Annual G.A.N.G. Awards       | Best Interactive Score                               | 미정 | [ 15 ]      |
| 2020 | 18th Annual G.A.N.G. Awards       | Best Audio Mix                                       | 미정 | [ 15 ]      |
| 2020 | en:SXSW Gaming Awards             | Excellence in Technical Achievement                  | 미정 | [ 16 ]      |